# Ямало-Ненецкий окружной комитет КПСС
Яма́ло-Не́нецкий областно́й комите́т КПСС — центральный партийный орган, существовавший в Ямало-Ненецком АО с февраля 1932 года по 6 ноября 1991 года.

## История

### Создание округа
10 декабря 1930 года Президиум ВЦИК принял постановление «Об организации национальных объединений в районах расселения малых народностей Севера», в соответствии с которым был образован Ямальский национальный округ (в составе Уральской области). Планировалось уточнить границы округов и определить структуру и штаты для их руководства к 1 января 1932 года, однако в этой работе проявились большие трудности, прежде всего кадровые. Работу в Ямальском округе 20 июня 1931 года начало оргбюро во главе с секретарём окружкома ВКП (б).
Первый состав Ямальского окружкома насчитывал 25 человек, бюро состояло из 14 человек: Архиповский, Будницкий, Кобельков, Колещук, Максимова, Мухин, Скороспехов, Сыропятов, Сычев, Суворов, Феоктистов, Хатанзеев, Шишкин, Щеголев. Общая численность партийной организации в округе весной 1932 г. составляла 244 человека, к октябрю действовало 25 партийных организаций, где на учёте состояло 420 коммунистов, в том числе 69 представителей коренной национальности.
Первой задачей окружных властей были организация управления и проведение выборов в местные советы. Первый окружной съезд советов прошел 27 февраля — 4 марта 1932 года. В нём приняли участие 60 делегатов, открыл съезд председатель оргбюро С. Ф. Скороспехов.

### Пятилетний план
Постановлением ВЦИК от 17 января 1934 г. Ямальский округ был отнесен к вновь образованной Обско-Иртышской области с центром в г. Тюмени. Область просуществовала 11 месяцев и была упразднена.
В мае 1934 г. на совещании с участием представителей Госплана СССР и РСФСР был рассмотрен второй пятилетний народно-хозяйственный план области, в котором были поставлены задачи развития промышленности (построить рыбоконсервный завод в Новом Порту, плавучий рыбозавод для Обской и Тазовской губы; замшевый завод и водопровод в Салехарде), сельского хозяйства (оленеводства и рыболовства), лесозаготовительной и деревообрабатывающей промышленности. Для подготовки национальных кадров было решено ввести всеобщее семилетнее образование, для чего построить школы, интернаты, средние школы и педагогические техникумы. В Обдорске планировалось создать оленеводческий техникум.
- С 7 декабря 1934 Ямало-Ненецкий национальный округ в составе Омской области.
- С 14 августа 1944 года Ямало-Ненецкий национальный округ в составе Тюменской области.
- 13 октября 1952 Ямало-Ненецкий окружной комитет ВКП(б) переименован в Ямало-Ненецкий окружной комитет КПСС.
- 7 октября 1977 года Ямало-Ненецкий национальный округ преобразован в Ямало-Ненецкий автономный округ.
- 23 августа 1991 деятельность КПСС на территории РСФСР приостановлена, а 6 ноября того же года запрещена.

## Первые секретари ВКП(б)/КПСС
- 26.2.1932 — ответственный секретарь Кобельков Алексей В.[6]
- 1940—1945 — Гулин, Пётр Иванович
- 1945—1948 — Зенков-Чучумаев, Александр Тихонович
- 1948—1951 — Малиновский, Александр Яковлевич
- 1951—1954 — Кузнецов, Григорий Яковлевич
- 8.1965—1970 — Максимов, Николай Алексеевич
- 1970—1976 — Тюрин, Виктор Николаевич
- 3.1979—1986 — Миронов, Константин Иванович
- 1986—10.1989 — Первушин, Валерий Петрович
- 10.1989—8.1991 — Корепанов, Сергей Евгеньевич